# فرودگاه شهرستان دوپلین
فرودگاه شهرستان دوپلین (به انگلیسی: Duplin County Airport) یک فرودگاه همگانی است که یک باند فرود آسفالت دارد و طول باند آن ۱۸۲۹ متر است. این فرودگاه در کشور ایالات متحده آمریکا قرار دارد و در ارتفاع ۴۱٫۸ متری از سطح دریا واقع شده است.